# 東京ガールズオーディション
東京ガールズオーディション（英: TOKYO GIRLS AUDITION、略: TGA）は、東京ガールズコレクション、エイベックス、Amebaが共同で主催していた日本の女性モデルオーディションである。2018年度をもって終了している。

## 主な出身者

### 2014年度
アーティスト部門から1名がグランプリ、2名が準グランプリを受賞。モデル部門から5人がファッション誌専属モデルの交渉権を獲得。
- 丹羽仁希 - モデル部門ファイナリスト[1]。JELLY賞、sweet賞、Soup.賞受賞[2]。
- 葛野未崎 - モデル部門ファイナリスト。Soup.賞受賞[3]。
- 蛭川怜奈 - モデル部門ファイナリスト。sweet賞受賞[4]。
- 又来綾 - モデル部門ファイナリスト。JELLY賞受賞[5]。
- 吉原奈緒花 - モデル部門ファイナリスト。CanCam賞受賞[6]。
- 糸原美波 - モデル部門ファイナリスト[7]。
- 古川優奈 - モデル部門ファイナリスト[8]。
- 中村りおん - モデル部門ファイナリスト[9]。
- 荒川沙奈、池松里梨愛、河田玲緒奈、久保田杏奈、小山真那花、佐藤珠愛理、島田百乃、高松七望、田中美海、筒井萌子、成田ガブリエル美生、西谷麻糸呂、新田藍奈、沼田さくら、藤山イザドラ、細川碧里、桝澤理穂、松下凪、安田珠里、山方美桜、横川ミナ、米倉百南 - モデル部門セミファイナリスト[10][11]。
- 加治ひとみ - アーティスト部門グランプリ[12]。
- 西川怜伽 - アーティスト部門準グランプリ[13]。
- hibiki（lol-エルオーエル-） - アーティスト部門準グランプリ[14]。
- 清水沙也佳 - アーティスト部門ファイナリスト。審査員特別賞受賞[15]。
- 大久保初夏 - アーティスト部門ファイナリスト。審査員特別賞受賞[16]。
- 石川友里愛 - アーティスト部門ファイナリスト[17]。
- クレイトン愛 - アーティスト部門ファイナリスト[17]。
- 真島なおみ - アーティスト部門ファイナリスト[17]。
- 新川日奈子、井内凛莉、井坂安希、井上愛生、上村茉冬、大城咲貴、神野ニーニャ、木暮祐実、小茂田悠乃、小林菜々香、近藤未来、二宮里菜、畑瑛梨香、原田真由美、前坂妃和、森芹奈、山戸美輝、吉田ゆか、レイノルズ未来キャロライン - アーティスト部門セミファイナリスト[18][19]。

### 2015年度
昨年に引き続き、アーティスト部門から1名がグランプリ、2名が準グランプリを受賞。モデル部門から4人がファッション誌専属モデルの交渉権を獲得。
- 花音 - モデル部門ファイナリスト。NYLON賞、Ranzuki賞、109賞[20]。
- 塗木莉緒 - モデル部門ファイナリスト。最多雑誌賞[21]。
- 生見愛瑠 - モデル部門ファイナリスト。Popteen賞、Ray賞[22]。
- カストロ・ナタリア - モデル部門ファイナリスト。bea's up賞受賞[23]。
- 池松里梨愛、草野星華、柴崎瑞希、田中美海、筒井のどか - モデル部門ファイナリスト[24]。
- Aimee McDevitt、Kelsee Coito、青木奈々、上運天美聖、加納永美子、笹本美帆、新川みさき、末木梨真、杉本美穂、中本妃香、名雪まゆみ、成瀬ここな、橋本樹、Hina（FAKY）、古田愛理、水上明莉、実空、森田聖奈、森本美紀、横町茜 - モデル部門セミファイナリスト[25][26][27]。
- 和田優香 - アーティスト部門グランプリ[23]。
- 北村來嶺彩 - アーティスト部門準グランプリ[23]。
- ラリソン彩華 - アーティスト部門準グランプリ[23]。
- エリサ・ウィラン、佐々木由佳、西澤梨美、西田百花、藤江水菜 - アーティスト部門ファイナリスト[24]。
- 相羽美夢、飯野美紗子、石田沙羅、浦西ひかる、金浜菜夏美、木村望奈未、近藤未来、椎名美澄、平明香、田代安依里、寺田真奈美、永野間美咲、久富真依、福島未来、本多采那、マタニ笑、森田畝那、森永華音、山本真理奈 - アーティスト部門セミファイナリスト[25]。

### 2016年度
アーティスト部門から1名がグランプリ、2名が準グランプリを受賞。モデル部門から6人がファッション誌専属モデルの交渉権を獲得。
- ハーヴィー瑛美 - モデル部門ファイナリスト。最多雑誌賞[28]。
- 王子咲希 - モデル部門ファイナリスト。ar賞、JELLY賞、LARME賞、mina賞受賞[29]。
- 木村ユリヤ - モデル部門ファイナリスト。bea's up賞、Popteen賞、LOVE berry賞受賞[30][29]。
- 草野星華 - モデル部門ファイナリスト。NYLON賞、bea's up賞、LOVE berry賞[31]。
- 駒野遥香 - モデル部門ファイナリスト。Popteen賞受賞[29]。
- 西川怜那 - モデル部門ファイナリスト。Soup.賞受賞[29]。
- 柴崎瑞希 - モデル部門ファイナリスト[32]。
- 深尾あむ - モデル部門ファイナリスト[32]。
- Kwok Sze、アーマー理沙、青山千紘、浅香ふう菜、東夏実、阿部瑞穂、石井紗那、遠藤美優、大脇夢葉、梶川永遠、工藤きづな、國森桜、小谷皐月、小室安未、塩崎優香、平ひなた、武内杏華、武田雅羽、谷口望愛、黒葛野伶奈、西澤梨実、原花奈妃、ポエットカー更、前田優衣、松崎美生、八鍬乃々、渡辺ディア - モデル部門セミファイナリスト[33][34][35]。
- 前田悠雅 - アーティスト部門グランプリ。109賞受賞[29]。
- 小田夢乃 - アーティスト部門準グランプリ[29]。
- 近藤千彩 - アーティスト部門準グランプリ[29]。
- 兼子留衣、對馬イリーナ、永井和希、正本レイラ、森實桜子 - アーティスト部門ファイナリスト[32]。
- 新井ニーニャ、井上裕未、今村美月、岩田瑠奈、坂田知恵子、髙橋優風、高柳彩音、立野沙紀、出口亜梨沙、古川優奈、前田まはる、山田ひなの、和田絵梨花 - アーティスト部門セミファイナリスト[35]。

### 2017年度
これまでとは異なり、本年度より部門分けはされていない。8名のファイナリストのうち、6名がファッション誌専属モデルの交渉権を獲得。
- 阿部桜子 - ファイナリスト。最多雑誌賞。CanCam賞、LARME賞、bea's up賞、FiNC賞、TGA賞[37]。
- 梶川永遠 - ファイナリスト。S Cawaii!賞、JELLY賞、non-no賞受賞[38]。
- 栗田桃花 - ファイナリスト。LOVE berry賞、レコードメーカー賞受賞[38]。
- 坂田琴音 - ファイナリスト。Seventeen賞、NYLON賞、LOVE berry賞、Popteen賞受賞[38]。
- 新野尾七奈 - ファイナリスト。CYAN賞、NYLON賞、mina賞、レコードメーカー賞受賞[38]。
- 古田愛理 - ファイナリスト。Popteen賞、ar賞[39]。
- 尾崎優月 - ファイナリスト[38]。
- 上坂樹里 - ファイナリスト[38]。

### 2018年度
理由は不明であるが、本年度をもって開催が終了したとみられている。ファイナリスト8名のうち、5名がファッション誌専属モデルの交渉権を獲得。
- 永井莉音 - ファイナリスト。最多雑誌賞[40]。
- 伊藤みゆ - ファイナリスト。up PLUS賞、Popteen賞、Abema TV賞受賞[40]。
- 鈴木未来 - ファイナリスト。ar賞受賞[40]。
- 平美乃理 - ファイナリスト。NYLON賞、non-no賞受賞[40]。
- 八丁弥愛 - ファイナリスト。up PLUS賞受賞[40]。
- 小谷皐月 - ファイナリスト[41]。
- 佐々木杏莉 - ファイナリスト[41]。
- 菅井純愛 - ファイナリスト[41]。